# پایان جهان نیست (ترانه)
«پایان جهان نیست» (انگلیسی: Not the End of the World) ترانه‌ای است که توسط خواننده آمریکایی برای ششمین آلبوم استودیویی‌اش لبخند (۲۰۲۰) که در ۲۸ اوت ۲۰۲۰ منتشر شد، ضبط شده‌است. این ترانه در ۲۱ دسامبر ۲۰۲۰ به عنوان سومین تک‌آهنگ از آلبوم منتشر شد.